# حب فرانكشتاين (مسلسل)
حب فرانكشتاين (باليابانية: フランケンシュタインの恋) دراما رومانسية يابانية من بطولة غو ايانو وتأليف سوميو اوهموري، عرضت على قناة NTV اليابانية في 23 نيسان 2017.

## القصة
قبل 100 عام حصلت حادثة أدت إلى ان يصنع بروفيسور ما وحشاً بهيئة انسان ولكنه ليس ببشري بالتأكيد. ومع ذلك هذا الوحش الخالد لديه عاطفة أكثر من البشر. إذ يختفي بهدوء في اعماق الغابة ويحلم باليوم الذي يمكنه العيش كإنسان بالرغم من انه يعلم ان ذلك مستحيل. بعد فترة من الزمن يؤدي لقائه بشابة تدعى تسوغارو تسوغومي التي لا تدرك طبيعته الحقيقية، يقعان بحب بعضهما ويبدأ هو بالتعلم عن الحب و‌الصداقة والعالم. ولكن هنالك سر. الوحش لا يمكنه ان يكون على اتصال ببشري...

## الممثلون
- غو ايانو بدور الوحش.[1][2]
- فومي نيكايدو بدور تسوغارو تسوغومي.[1][2]

## نسب المشاهدة
| الحلقة 1            | 23 نيسان 2017 | 怪物は人間に恋をした! 人を殺すかもしれない怪物と難病女性の 歳の差100歳のラブストーリー! | 11.2% |
| الحلقة 2            | 30 نيسان 2017 | 危険な肉体!早く人間になりたい                                                           | 7.3%  |
| الحلقة 3            | 7 أيار 2017   | 120年の愛 泣いた怪物…                                                                   | 8.4%  |
| متوسط نسبة المشاهدة |               |                                                                                         |       |

## روابط خارجية
- حب فرانكشتاين على موقع IMDb (الإنجليزية)
- حب فرانكشتاين على موقع قاعدة بيانات الفيلم (الإنجليزية)